# NGC 4821
NGC 4821 је елиптична галаксија у сазвежђу Береникина коса која се налази на NGC листи објеката дубоког неба.
Деклинација објекта је + 26° 57' 25" а ректасцензија 12h 56m 29,3s. Привидна величина (магнитуда) објекта NGC 4821 износи 14,5 а фотографска магнитуда 15,5. NGC 4821 је још познат и под ознакама MCG 5-31-15, CGCG 160-24, PGC 44148.